# Syndroom van Kartagener
Het syndroom van Kartagener is een erfelijke aandoening die gepaard gaat met een verminderde beweeglijkheid van de trilharen (cilia). Doordat hierdoor de luchtwegen worden aangetast, ontstaan er blijvende verwijdingen van de luchtwegen (bronchiën), aangeduid als bronchiëctasie en een chronische bijholteontsteking. Bovendien zijn bij deze ziekte de organen in spiegelbeeld gepositioneerd (situs inversus).  Daarnaast is doorgaans sprake van onvruchtbaarheid. Er bestaat ook een stoornis van de beweeglijkheid van de trilharen zonder situs inversus; deze noemt men wel primaire ciliaire dyskinesie (PCD).
De ziekte is vernoemd naar Manes Kartagener (1897-1975), een in Galicië geboren Zwitserse internist, die de beweeglijkheidsstoornis van de trilharen voor het eerst als syndroom herkende en beschreef in 1933.

## Ziektebeeld
Primaire ciliaire dyskinesie en het syndroom van Kartagener worden gekenmerkt door een aangeboren verstoorde beweeglijkheid van trilharen. Deze trilharen spelen een belangrijke rol in de afweer doordat de bovenliggende slijmlaag tezamen met ziekteverwekkers en vuil door de zogenaamde trilhaarslag in de richting van de mond wordt getransporteerd en zodoende uit de luchtweg wordt verwijderd.
Als alleen de beweeglijkheid van de trilharen verstoord is, spreekt de arts van een primaire ciliaire motiliteitsstoornis (motiliteit = beweeglijkheid). Wanneer de borst- en buikorganen van de patiënt spiegelbeeldig zijn (situs inversus) is er sprake van het syndroom van Kartagener. Mannen met Kartagener zijn doorgaans onvruchtbaar door de verminderde motiliteit van de spermacellen. De vrouwelijke vruchtbaarheid toont een lichte vermindering ook stelde men hierbij een verhoogde kans op ectopische zwangerschap vast.
Doordat de trilharen niet goed bewegen zijn de patiënten vatbaarder voor luchtweginfecties. Zij hebben vanaf de geboorte herhaald last van verkoudheid, chronische hoest, chronische bronchitis, voorhoofdsholte-ontsteking en longontsteking.
Terwijl de verminderde beweeglijkheid van de trilharen al vanaf de geboorte aanwezig is, ontstaan de bronchiëctasieën pas op latere leeftijd. Ze zijn het gevolg van de vaak voorkomende longontstekingen. Het volledige syndroom van Kartagener ontstaat dus pas op volwassen leeftijd.

## Voorkomen
Hoewel de echte prevalentie onbekend is wordt geschat dat het bij circa één op de 32.000 levend geborenen voorkomt, de echte prevalentie kan hoger liggen tot één op de 15.000. Situs inversus ontstaat willekeurig in de helft van de patiënten met primaire ciliaire dyskinesie. Dus voor elke patiënt met het syndroom van Kartagener is er een andere patiënt met primaire ciliaire dyskinesie.